# Georg Buff (Politiker)
Adolf Georg Martin Buff (* 14. September 1804 in Assenheim; † 15. Dezember 1890 in Gießen) war Richter, Politiker und liberaler Abgeordneter der 2. Kammer der Landstände im Großherzogtum Hessen.

## Familie
Adolf Georg Buff war der Sohn des solmsischen Kammerassessors und Rentmeisters Ludwig Heinrich Samuel Buff (1766–1838) und dessen Ehefrau Karoline, geborene Richter. Buff, evangelisch, heiratete am 9. April 1833 in Ober-Mockstadt Christine, geborene Keller (1804–1839), die Tochter des Pfarrers, Lehrers und Abgeordneten Johannes Martin Keller.

## Beruf
Adolf Georg Buff studierte Rechtswissenschaften und wurde 1829 Hofgerichtssekretariatsakzessist am Hofgericht Gießen, 1831 Assessor am Landgericht Schotten, 1832 Assessor mit Stimmrecht und 1835 Rat am Hofgericht Gießen. 1855 wechselte er zum Oberappellations- und Kassationsgericht in Darmstadt. 1862 kehrte er als Präsident des Hofgerichts nach Gießen zurück, nachdem sein Vorgänger, Friedrich Ludwig Klipstein, im Amt verstorben war. 1879 wurde Adolf Georg Buff pensioniert, das Hofgericht wenige Monate später im Rahmen der Reichsjustizreform aufgelöst und durch das Landgericht Gießen ersetzt.

## Abgeordneter
Von 1841 bis 1849, 1856 bis 1862 und 1866 bis 1873 gehörte er der Zweiten Kammer der Landstände des Großherzogtums Hessen an. Er wurde zunächst für den Wahlbezirk Oberhessen 8/Grünberg, dann Oberhessen3/Wieseck bzw. Staufenberg und zuletzt Oberhessen 5 Gießen-Land gewählt. 1859 bis 1862 war er Vizepräsident und 1866 bis 1872 Präsident der Zweiten Kammer.
1873 wurde er von Großherzog Ludwig III. zum Mitglied der Ersten Kammer der Landstände des Großherzogtums Hessen auf Lebenszeit ernannt.

## Ehrungen
1863 erhielt er den Ehrendoktor in Rechtswissenschaften.